# Ordre de la Mouche à miel
L’ordre de la Mouche à miel est une parodie d’ordre de chevalerie instaurée par Louise-Bénédicte de Bourbon-Condé, duchesse du Maine, en 1703. L'ordre a pour but d'attacher à sa personne la cour composée d'artistes, d'écrivains et de politiques qu'elle avait alors rassemblée en son château de Sceaux.

## Histoire
Anne-Louise-Bénédicte de Bourbon, duchesse du Maine, eut la fantaisie de créer le 11 juin 1703 un ordre dit « ordre de la Mouche à miel », parodie des grands ordres de chevalerie.
L’abeille était son symbole, accompagnée de la devise : « Piccola si, ma fa pur gravi le ferite » (« Elle est petite, mais fait de graves blessures »). Cette « ingénieuse plaisanterie », que la duchesse avait adoptée pour devise lors de son mariage, lui donna l’idée de la création de l'ordre. Elle trouve sa source dans l'Aminte du Tasse. La petite taille de la duchesse la faisait comparer à une mouche à miel (c’est-à-dire une abeille), ainsi que son caractère emporté.
L’ordre était ouvert aux femmes et aux hommes, au nombre d’une quarantaine.

## Insigne
Médaille d’or, suspendue à un ruban jaune citron ou jaune-orangé, frappée le 11 juin 1703. On ne connait pas d'insigne qui soit vraiment d’époque. (La médaille présentée est une refrappe en argent du XXe siècle.)
On trouve des refrappes en bronze doré, avec ou sans poinçon (« corne br », de la Monnaie de Paris; ou en argent, sans savoir vraiment pourquoi elles existent, puisque tous les témoignages d’époque sur l’ordre rapportent que la médaille était d’or (ce qui implique qu’elle était au minimum dorée)... Au vu du petit nombre de membres de cet ordre, certainement moins de 100 pièces furent frappées. Il est donc possible que cette petite médaille (d’un diamètre de 29,2 mm, semble-t-il, pour une masse de 11,9 grammes) eût été frappée en or, étant donné la fortune de Louise-Bénédicte. Mais il se peut aussi bien, en poussant la plaisanterie,  qu’elle ne le fût qu’en bronze ou en cuivre bien doré... Pour le savoir, il faudrait posséder une « Mouche à miel » d’époque. Or, on ne connaît jusqu’à ce jour que des refrappes postérieures.
- Au droit figure le portrait de la duchesse du Maine, entouré de la légende : « L.BAR. D. SC. D. P. D. L. O. D. L. M. A. M. » pour « Ludovise baronne de Sceaux, dictatrice perpétuelle de l’ordre de la Mouche à miel ».
- Au revers figure une abeille volant vers une ruche entourée de la devise : « Piccola si, ma fa pur gravi le ferite » (« Petite, mais elle fait de profondes blessures »).

Il n’était pas recommandé de perdre cette médaille. Cette mésaventure arriva à Mlle de Moras qui dut la récupérer, cachée par Malézieu à l’intérieur d’un pâté, en chantant des louanges en vers à la duchesse.

## Titre
Chevalier. Il y en eut 39. Soit 40 membres, avec la Dictatrice perpétuelle. Comme à l’Académie Française, dont elle riait. 

## Organisation de l’ordre
C’est au cours d’une cérémonie solennelle que le récipiendaire prononçait le serment suivant : « Je jure par les abeilles du Mont Hymette fidélité et obéissance à la dictatrice perpétuelle de l’ordre, de porter toute ma vie la médaille de la Mouche et d’accomplir, tant que je vivrai, les statuts de l’ordre ; et si je fausse mon serment, je consens que le miel se change pour moi en fiel, la cire en suif, les fleurs en orties et que les guêpes et les frelons me percent de leurs aiguillons ».

### Statuts et ordonnances
Le port de la médaille était obligatoire à la cour de Sceaux.
- Article 2 : « Vous jurez de vous trouver dans le palais enchanté de Sceaux […] sans même que vous puissiez vous excuser sous prétexte de quelque incommodité légère comme goutte, excès de pituite ou gale de Bourgogne. »[1]
- Article 3 : « Vous jurez […] de ne point quitter la danse si cela vous est ainsi ordonné que vos habits ne soient percés de sueur et que l’écume ne vous en vienne à la bouche. »[1]

La loi imposée était sévère et la dictatrice ne permettait pas qu’on la quittât sans son autorisation qu’elle n’accordait pas toujours. Elle distribuait volontiers des punitions.

## Membres
(décembre 2014).
Il n’existe pas de liste des membres de l’ordre.
On peut penser que les personnages suivants ont pu en faire partie[réf. nécessaire] :
- Louise-Bénédicte de Bourbon-Condé, dictatrice fondatrice
- Louis-Auguste de Bourbon, (1670-1736), duc du Maine, d'Aumale, prince souverain des Dombes, comte d’Eu, époux d’Anne Louise Bénédicte de Bourbon ;
- Henri François d'Aguesseau, (1668-1751), magistrat, écrivain ;
- Anne-Charlotte de Crussol de Florensac d'Aiguillon, (1700-1772), femme de lettres ;
- Jean le Rond D'Alembert, (1717-1783), mathématicien, philosophe et encyclopédiste, homme de lettres ;
- Madame d’Artagnan, (1675-1766), aristocrate, dame du Plessis-Picquet, voisine et amie de la duchesse du Maine ;
- Claude François Bidal d’Asfeld,(1665-1743), militaire aristocrate ;
- Henri Oswald de La Tour d'Auvergne, dit l’Abbé d’Auvergne (1671-1747), prélat ;
- Nicolas Bernier, (1664-1734), compositeur et musicien ;
- Claude Ballon, (v. 1671- 1744), chanteur et danseur ;
- Pierre-François Godard de Beauchamps, (1689-1761), auteur dramatique, historien du théâtre et romancier libertin ;
- François-Joachim de Pierre de Bernis, (1715-1794), poète, académicien, cardinal, ambassadeur et ministre d'État ;
- François Colin de Blamont, (1690-1760), compositeur ;
- Joseph Bodin de Boismortier, (1689-1755), compositeur ;
- Thomas-Louis Bourgeois, (1676-1750), chanteur et compositeur ;
- Marie Brûlart, duchesse de Luynes, (1684-1763), dame d’honneur de la reine ;
- Émilie du Châtelet ;
- Henri Jacques Nompar de Caumont, duc de La Force, (1675-1726), homme politique, membre du Conseil de Régence ;
- Anne Claude de Caylus, (1692-1765), archéologue, antiquaire, homme de lettres et graveur ;
- Guillaume Amfrye de Chaulieu, abbé et poète ;
- Madame de Chambonas, dame d’honneur de la duchesse du Maine ;
- Augustine Françoise de Choiseul, dite Mademoiselle de Choiseul ou de Saint-Cyr, (1697-1728), aristocrate ;
- Madame du Deffand, (1697-1780), épistolière et salonnière ;
- Philippe Néricault Destouches, (1680-1754), comédien et auteur dramatique ;
- Adélaïde Félicité de Brûlart de Sillery de Puisieux, duchesse d’Estrées, femme du maréchal Le Tellier ;
- Charles-Auguste de La Fare, (1644-1712), poète et mémorialiste, militaire ;
- Madame de La Ferté ou Marie de La Ferté-Senneterre Marie Isabelle Angélique de La Mothe Houdancourt, duchesse de (1654-1726) ;
- Fontenelle, (1657-1757), écrivain ;
- Antoine Forqueray, (1672-1745), musicien ;
- Charles-Claude Genest (1639-1719), abbé, poète et auteur dramatique ;
- Charles-Hubert Gervais, (1671-1744), compositeur ;
- Charles-Jean-François Hénault, dit le président, écrivain, compositeur, poète et académicien ;
- Antoine Houdar de La Motte, (1672-1731), écrivain ;
- Marguerite de Launay, baronne Staal, (1693-1750), mémorialiste ;
- Gabriel Bonnot de Mably(1709-1785), philosophe ;
- Nicolas de Malézieu, (1650-1727), homme de lettres, ordonnateur des fêtes de la duchesse ;
- Jean-Baptiste Matho, (1663-1743), musicien créateur de musique pour les fêtes des Grandes Nuits de Sceaux et de Malabry, auteur de la pièce Le Prince de Cathay ;
- Jean-Antoine de Mesmes, comte d'Avaux, (1661-1723), membre de l’Académie française, président au Parlement de Paris ;
- Charles Louis de Secondat dit Montesquieu, (1689-1755), moraliste, philosophe et écrivain ;
- Anne-Marie Moras, comtesse de Courbon, écrivain ;
- Jean-Joseph Mouret, (1682-1738), musicien ;
- Jean Antoine Nollet, (1700-1770), abbé et physicien ;
- Simon-Joseph Pellegrin, (1663-1745), poète, dramaturge et librettiste ;
- Melchior de Polignac, (1661-1741), prélat, diplomate et poète néolatin ;
- Françoise Prévost, (vers 1680-1741), danseuse ;
- Jean-Baptiste Rousseau, (1670-1741), poète et dramaturge ;
- Pierre-Charles Roy, (1683-1764), librettiste ;
- Prince de Samarcand (personnage de légende) ;
- François-Joseph de Beaupoil de Saint-Aulaire, (1643-1742), auteur de madrigaux et courtisan ;
- Diane Gabrielle Damas de Thianges, fille de la sœur de Madame de Montespan ;
- Jean-Baptiste Colbert de Torcy, (1665-1746), diplomate ;
- Voltaire, (1694-1778), écrivain et philosophe ;
- Robert de Visée, (ca.1650-1665- apr 1732), musicien guitariste, théorbiste, luthiste et compositeur baroque.

## Théâtre
- Le Prince de Cathay, divertissement de Malézieu créée en août 1704, pour la fête de Châtenay. La scène 7 de la pièce étant une parodie d’une réception dans l’ordre.

### Source
- Brochure éditée par le musée de l’Île-de-France à l’occasion du 250e anniversaire de la mort de la duchesse du Maine (1676-1753), septembre 2003.